# Straight Into Darkness
Straight Into Darkness (br:Combate na Escuridão) é um longa-metragem estadunidense de 2004 do gênero guerra / drama. Com a direção e roteiro de Jeff Burr, o filme foi rodado na Bulgária.

## Sinopse
A história transcorre na Segunda Guerra Mundial, quando dois soldados americanos, lotados no sul da França, resolvem desertar. Ao perambular pelos campos de batalha, encontram um prédio abandonados e neste local se deparam com dois professores e várias crianças que, juntas, enfrentam os nazistas que estão atrás de "riquezas" escondidas no edifício.

## Elenco
- Ryan Francis....Losey;
- Scott MacDonald....Deming;
- Linda Thorson....Maria;
- James LeGros....Soldado;
- Daniel Roebuck....Soldado;
- David Warner....Deacon, entre outros.